# The Flys
The Flys waren eine Band der zweiten britischen Punkwelle und wurden 1977 in Coventry gegründet.

## Geschichte
Gegründet von Hazel O’Connors Bruder Neil O’Connor, der zugleich das Gros der Lieder schrieb, David Freeman, Joe Hughes und Pete King, nannte sich die Band zunächst „Midnight Circus“, änderte ihren Namen aber schnell in The Flys.
Musikalisch beeinflusst von The Who und The Creation, die äußerliche Erscheinung abgeleitet von den Mods, spielten sie melodischen Punkrock und brachten zunächst die EP Bunch of Five unter eigenem Label heraus.
Später unterschrieben sie bei EMI und veröffentlichten eine Reihe von Singles, wie zum Beispiel Name Dropping, Fun City, Beverley sowie Love and a Molotov Cocktail, die auch auf dem ersten Album Waikiki Beach Refugees zu finden sind, sowie diverse LPs.
Die Band galt als Geheimtipp. So erkannte die Zeitschrift Sounds „zeitlose, niveauvolle Popsongs mit Hitklasse und signifikante und ausgereifte Stilistik, sowie eine sehr ausgewogene und ungezwungene Verbindung zwischen englischer Rotzigkeit und amerikanischer Lässigkeit […] angesiedelt zwischen den Byrds, Tom Petty, Ramones, den Rolling Stones und gar den Beatles“. Zum kommerziellen Durchbruch kam es nicht. 1980 trennten sich die Bandmitglieder nach einer Schlägerei im Proberaum.

## Diskografie
- 1977: Bunch of Five (EP)
- 1978: Waikiki-Beach-Refugees (Album)
- 1979: Own (Album)